# 이젠 아무도 사랑하지 않는다
《이젠 아무도 사랑하지 않는다》는 1992년 10월 5일부터 이듬해 4월 10일까지 방영된 MBC 아침 드라마로, 순수한 가치관을 지켜나가는 한 여성의 삶에 관한 애환을 그렸다.

## 등장 인물
- 이응경(이혜인)
- 김주승(장준하)
- 변희봉(김석옥)
- 김무생(김 회장)
- 전양자(준하 어머니)
- 임영규
- 허윤정(중도 합류)
- 박순천(나경)

## 참고 사항
- 극중 장준하 역을 맡은 김주승이 해당 드라마를 통해 안방극장 복귀를 했으며[1] 1992년 12월 15일부터 해당 드라마에 중도 합류한 허윤정은 90년 사랑의 종말 이후 MBC로 돌아왔다.[2]
- 출생의 비밀 내용으로 비난을 샀으며 지나친 음주 내용으로 따끔한 눈초리를 받았다.[3][4]